# Axonopus pruinosum
Axonopus pruinosum är en gräsart som beskrevs av Johannes Jan Theodoor Henrard. Axonopus pruinosum ingår i släktet Axonopus och familjen gräs. Inga underarter finns listade i Catalogue of Life.